# Bronislaw Wladislawowitsch Kaminski

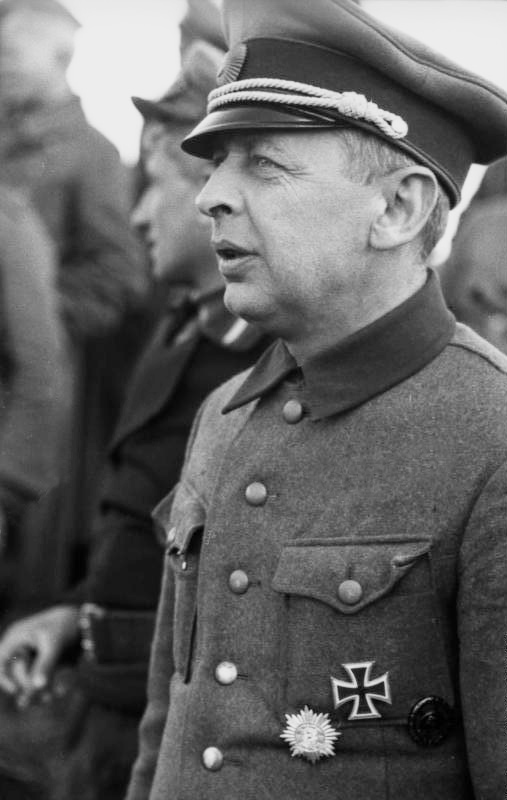
Bronislaw W. Kaminski im März 1944. Auf der Brusttasche trägt er das EK I., die Tapferkeits- und Verdienstauszeichnung für Angehörige der Ostvölker 1. Klasse (links unten) und das Verwundetenabzeichen in Schwarz (rechts unten)

Bronislaw Wladislawowitsch Kaminski (russisch Бронислав Владиславович Каминский; * 16. Juni 1899 in Witebsk; † 28. August 1944 in Litzmannstadt) war der Befehlshaber eines von der deutschen 2. Panzerarmee um die Jahreswende 1941/42 eingerichteten „Selbstverwaltungsbezirkes“ mit der russischen Stadt Lokot (russisch Локоть) als Zentrum und der Kommandeur der zu dessen Verteidigung aufgestellten Miliz aus kollaborationswilligen sowjetischen Staatsbürgern. Das im Zuge der Bekämpfung der anwachsenden sowjetischen Partisanenbewegung gestartete deutsche „Experiment“ erwies sich aus Sicht seiner Initiatoren als überaus erfolgreich, da Kaminski mit seiner Streitmacht, die nach ihm Brigade Kaminski benannt wurde, das ihm übertragene Gebiet und damit das Hinterland der 2. Panzerarmee dauerhaft „befrieden“ konnte. Als Sohn eines Angehörigen eines laut NS-Rassentheorie als „Untermenschen“ klassifizierten Volkes stieg Kaminski zu einem der wichtigsten einheimischen Verbündeten der deutschen Wehrmacht in der Sowjetunion auf und vereinigte in seiner Hand eine wohl einmalige Machtfülle.
Als die Wehrmacht 1943 den „Selbstverwaltungsbezirk Lokot“ vor der anrückenden Roten Armee zu räumen gezwungen war, wurde Kaminskis Streitmacht mitsamt den Familienangehörigen nach Weißrussland evakuiert, wo sie abermals zur „Partisanenbekämpfung“ eingesetzt wurde. Wie zuvor bereits in Russland und danach im Rahmen ihres „Einsatzes“ bei der Niederschlagung des Warschauer Aufstandes war Kaminskis Brigade auch hier für Kriegsverbrechen und Verbrechen gegen die Menschlichkeit in einem Ausmaß verantwortlich, das nur von wenigen anderen Einheiten in deutschen Diensten erreicht wurde. Noch während des Warschauer Aufstandes wurde Kaminski schließlich unter nicht genau bekannten Umständen von den Deutschen hingerichtet. Aus seiner bereits zuvor in die Waffen-SS inkorporierten Brigade sollte nun die 29. Waffen-Grenadier-Division der SS „RONA“ (russische Nr. 1) gebildet werden – ein Vorhaben, das aber nicht mehr realisiert wurde. Die Reste von Kaminskis Brigade gingen schließlich in der Armee des russischen Kollaborateurs Andrei Wlassow auf.

## Leben

### Herkunft, Jugendzeit und Verfolgung durch das stalinistische System
Die Informationen über Bronislaw Kaminskis Leben vor dem Zweiten Weltkrieg sind eher spärlich, zum Teil auch widersprüchlich. Fest steht, dass Kaminskis Vater ein Pole, seine Mutter hingegen eine Volksdeutsche war und dass Kaminski dreisprachig aufwuchs: mit Deutsch, Polnisch und Russisch. Als relativ wohlhabende Gutsbesitzer konnten die Eltern ihrem 1899 geborenen Sohn eine gute Erziehung angedeihen lassen und Kaminski soll bis 1917/1918 auf dem Gut seiner Eltern gelebt haben. Danach wurde die Familie in die Wirren des Russischen Bürgerkrieges verstrickt, an dem Kaminski auf Seiten der Roten Armee teilgenommen haben soll. Diese Angabe erscheint insofern plausibel, als es ihm in den 1920er Jahren möglich war, am Staatlichen Polytechnischen Institut in Sankt Petersburg Chemie zu studieren und anschließend als Chemieingenieur in der Farbenindustrie zu arbeiten.
Im Juli 1935 wurde Kaminski verhaftet und als angebliches Mitglied der Bucharingruppe zu einer zehnjährigen Freiheitsstrafe verurteilt, die er in einem sowjetischen Arbeitslager verbrachte. Bereits nach fünf Jahren wurde er jedoch entlassen und im Gebiet von Lokot zwangsangesiedelt, wo er fortan in einer Schnapsbrennerei arbeitete. Warum Kaminski freigelassen wurde, bleibt im Dunkeln, möglich ist aber, dass seine Freilassung in einem Zusammenhang mit seiner Anwerbung durch den NKWD stand, von der russische Quellen berichten. Welche Aufgabe Kaminski als Agent oder Informant des NKWD zu erfüllen hatte, ist jedoch nicht bekannt.

### Tätigkeit während des Zweiten Weltkriegs

#### Die „Republik Lokot“

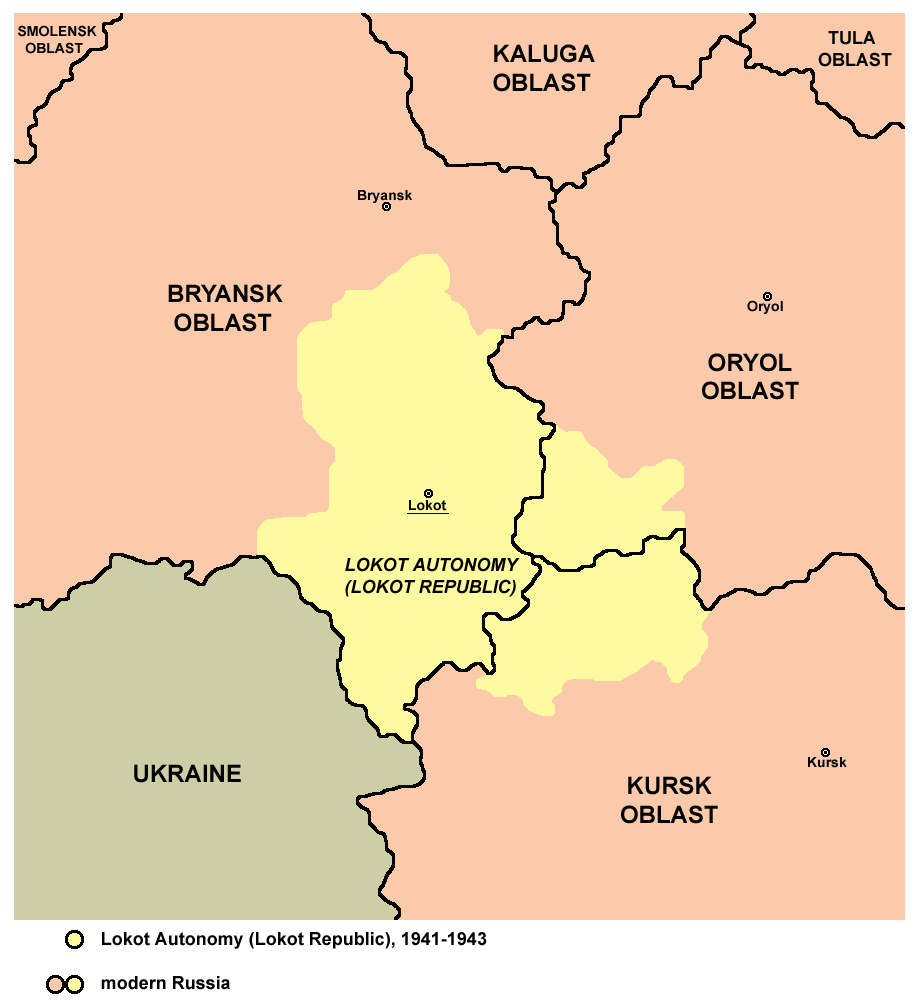
Das Territorium des „Selbstverwaltungsbezirkes Lokot“. Die hier dargestellten Grenzen des Gebiets entsprechen den heutigen Rayonsgrenzen.

##### Die Anfänge
Im Spätherbst 1941, nachdem die 2. Panzerarmee das Gebiet um Lokot erreicht hatte, begann hier jenes deutsche „Experiment“, das Kaminski zu einem der wohl bekanntesten, gleichzeitig aber auch berüchtigtsten Kollaborateure Sowjetrusslands werden ließ. Welche Umstände und Entscheidungen im Einzelnen zur Einrichtung des „Selbstverwaltungsbezirkes“ Lokot führten, der dem Jargon der Zeit entsprechend oft auch als „Republik Lokot“ (russisch Ло́котская Респу́блика) bezeichnet wurde, ist unbekannt. Als gesichert gilt, dass diese im Zusammenhang mit der Rekrutierung einheimischer Kräfte zur Bekämpfung der stark anwachsenden Partisanenbewegung im Rückwärtigen Armeegebiet der 2. Panzerarmee stand, zu dem auch das abgelegene Gebiet um Lokot gehörte. Aus eigener Machtvollkommenheit und unter Außerachtlassung aller sonst üblichen rassenideologischen Prämissen wurde dem Bezirksbürgermeister von Lokot, Konstantin Woskobojnikow (auch Woskobojnik, Voskoboinikov oder Voskoboinik geschrieben), vom neuen Oberbefehlshaber der 2. Panzerarmee, Generaloberst Rudolf Schmidt, die Einrichtung einer weitgehend selbstständigen russischen Verwaltung und die Aufstellung eigener Polizeikräfte gestattet. Als Woskobojnikow am 8. Januar 1942 getötet wurde, „beerbte“ ihn Bronislaw Kaminski, der offenbar schon bisher als seine rechte Hand, zumindest aber als einer seiner wichtigsten Untergebenen fungiert hatte, in seinem Amt.

##### Kaminskis Machtbereich und seine Organisation
Kaminskis Herrschaftsgebiet, dessen „Sitz“ die 41.000-Einwohner-Stadt Lokot war, umfasste schließlich acht Rajons der heutigen Oblaste Brjansk, Orjol (damalige Schreibweise „Orel“) und Kursk. Das Gebiet, das in etwa von den Städten Nawlja, Sewsk, Dmitrijew und Dmitrowsk samt ihrem Umland begrenzt wurde, umfasste rund 1,7 Millionen Einwohner und war damit durchaus einem der baltischen Staaten vergleichbar. In seinem Machtbereich konnte Kaminski nahezu völlig autonom schalten und walten und vereinte politische, militärische und wirtschaftliche Befugnisse in seiner Hand. Eine Maßnahme, die ihn besonders populär machte, war die Abschaffung des Kolchossystems und die Übereignung von Landbesitz und Vieh an die lokalen Bauern sowie an verdiente Kämpfer gegen das Sowjetsystem. Als private Produzenten waren sie nunmehr sowohl vor Übergriffen und Zwangsrequisitionen durch sowjetische Partisanen oder deutsche Einheiten geschützt und erwirtschafteten deutliche Überschüsse, die es Kaminski ermöglichten, seine Ablieferungsquoten an landwirtschaftlichen Produkten und Gütern gegenüber seinen deutschen Partnern zu erfüllen. Kaminskis Maßnahmen, zu denen auch die Aufrechterhaltung des Schulwesens und kultureller Einrichtungen zählten, ließen ihn in den Augen „seiner“ Untertanen zweifellos als einen mit den Deutschen auf gleicher Höhe stehenden Machtträger erscheinen. Auf diese Weise war er bei der Ausübung seiner Herrschaft nicht nur auf brutale Gewalt angewiesen, die er ohnehin jederzeit rücksichtslos einzusetzen bereit war, sondern konnte sich anfangs auch eines gewissen Maßes an echter Sympathie und bereitwilliger Unterstützung seitens der von ihm Beherrschten erfreuen.
Obwohl vonseiten deutscher Offiziere und Dienststellen sowie den von ihnen mit Besatzungsaufgaben betrauten verbündeten Nationen stets Vorbehalte gegen Kaminski bestehen blieben, die durch dessen Arroganz und Unverschämtheit zusätzlich genährt wurden, galt Kaminskis Selbstverwaltungsgebiet deutscherseits als mustergültig und wurde im Vergleich zum sonst üblichen System der Besatzungsverwaltung als „weit überlegen“ angesehen, wie aus einem Bericht vom August 1942 hervorgeht. Die Deutschen tolerierten auch die Gründung einer russischen NS-Partei durch Kaminski, die als eine Art Ersatz für die KPdSU gedacht war und die von ihm beherrschte Bevölkerung auch politisch-ideologisch zusammenführen sollte. Zwar vertrat er russisch-völkische Anschauungen, an ideologischen Fragen hatte Kaminski aber kein wirkliches Interesse, weswegen seine Parteigründung letztlich „ein Phantom und ohne politische Auswirkungen“ blieb.

##### DieBrigade Kaminski
Wichtigstes Machtinstrument Kaminskis war und blieb seine Selbstverteidigungsmiliz, bei deren Rekrutierung ihm deutscherseits beträchtliche Freiheiten gelassen wurden, sodass er sogar in den deutschen Gefangenenlagern geeignete Männer anwerben durfte. Ob den Kern dieser Truppe tatsächlich jene schwer bewaffneten Kämpfer bildeten, auf die mit der Reparatur der Schienenstränge beauftragte deutsche Einheiten gestoßen waren, muss offenbleiben. Diesen Darstellungen zufolge hätte eine von Kaminski kommandierte Streitmacht schon in den Wochen vor dem Eintreffen der 2. Panzerarmee im Raum Brjansk den Kampf gegen die Rote Armee und die roten Partisanen aufgenommen. Ein Emissär Kaminskis sei dann in das Hauptquartier der 2. Panzerarmee nach Orel eskortiert worden und habe den Deutschen dort versichert, dass dessen Truppe, die im Frühjahr 1942 bereits 1.400 Mann umfasst haben soll, in der Lage sei, die sowjetischen Partisanen sowohl militärisch als auch propagandistisch zu bekämpfen. Problematisch erscheinen Darstellungen wie diese insofern, als sie die Rolle Woskobojnikows mit keinem Wort erwähnen; auch lassen sie unbeantwortet, wie Kaminskis Truppe in dieser kurzen Zeit in der Lage gewesen sein soll, einen derartigen Organisationsgrad zu erreichen und warum die Deutschen einem ihnen Unbekannten, der über eine gut bewaffnete Streitmacht verfügte, die – angesichts des akut werdenden Partisanenproblems – aus deutscher Sicht nahezu zwangsläufig als gefährlich einzustufen gewesen wäre, von Anfang an ein solches Vertrauen geschenkt haben sollten.

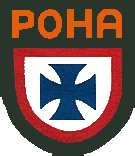
Das im oberen Teil des linken Ärmels der Uniformjacke aufgenähte Abzeichen von Kaminkis „Russischer Volksbefreiungsarmee“

Demgegenüber erscheint es wesentlich plausibler, von einem quasi organischen Wachstum von Kaminskis Streitmacht auszugehen, deren Nukleus sich noch unter seinem Vorgänger Woskobojnikow bildete. Fest steht, dass diese im Laufe des Jahres 1942 eine rasante personelle Aufstockung erfuhr. Diese stand vor allem mit der zunehmenden Tätigkeit der Partisanen im Zusammenhang, die nicht nur das Hinterland der 2. Panzerarmee zu destabilisieren drohten, sondern auch eine existentielle Bedrohung für Kaminskis soeben errungene Machtstellung darstellten. Kaminskis Truppe wurde schließlich dem im Februar 1942 eingesetzten Kommandanten des Rückwärtigen Armeegebiets (Korück) der 2. Panzerarmee unterstellt, der im April dieses Jahres die Bezeichnung Korück 532 (Generalleutnant Friedrich-Gustav Bernhard) erhielt und der Heeresgruppe Mitte unterstand. Bereits Mitte 1942 zählte die Brigade Kaminski, die sich selbst als „Russische Volksbefreiungsarmee“ (russisch Русская Освободительная Народная Армия – Russkaja Oswoboditelnaja Narodnaja Armija, abgekürzt POHA bzw. RONA) bezeichnete und als Abzeichen ein Georgskreuz auf weißem Grund mit den Initialen POHA trug, rund 5.000 Mann, und im Frühjahr 1943 erreichte sie mit ungefähr 10.000 Mann ihre Höchststärke. Die Uniformierung der 15 Bataillone der Brigade war ein buntes Sammelsurium, die Ausrüstung bestand überwiegend aus sowjetischen Beutewaffen. Als Unterstützung der Truppe kamen ferner eine Artillerieabteilung und sowjetische T-34-Beutepanzer hinzu.
Kaminskis Kombination von befestigten Dörfern als defensives und der eigenen Streitmacht (Sturm-)Brigade Kaminski als offensives Element diente zur Aufrechterhaltung von Ordnung und Sicherheit in seinem Machtbereich bzw. zur „Bandenbekämpfung“. Nach einer deutschen Einschätzung der „Bandenlage“ war Ende 1941 nahezu das gesamte rückwärtige Gebiet der 2. Panzerarmee „Bandengebiet“ und geschätzte 7.000 Partisanen bedrohten die Bahnverbindung von Brjansk nach Kursk. Ein Jahr später galt die Bahnlinie ebenso wie das gesamte Lokoter Gebiet als „bandenfrei“. Kaminskis Truppe soll den Partisanen Verluste von über 2.000 Mann beigebracht und insgesamt 12.531 als unzuverlässig geltende „Zivilisten“ aus dem betreffenden Gebiet „entfernt“ haben. Demgemäß konnte sich die deutsche Präsenz im Selbstverwaltungsgebiet Lokot auf einige wenige Angehörige der Wehrmacht, darunter einen Verbindungsoffizier des Korück und einen taktischen Berater, sowie gelegentlich anreisende Inspektionsoffiziere beschränken. Eigenen Angaben zufolge wurde die Wehrmacht bei ihren Sicherungsaufgaben durch Kaminski im Umfang von mindestens einer Division entlastet.
Dank der Sicherheitslage im Gebiet Lokot konnte schließlich Kaminskis Streitmacht außerhalb ihres angestammten Bereiches operieren. Zwischen Mai und Juli 1943 nahm die Brigade im Zusammenwirken mit deutschen Sicherungseinheiten und anderen einheimischen Kontingenten an mehreren „Großunternehmen“ zur „Bandenbekämpfung“ teil. Ihrem üblen Ruf wurden Kaminskis Kämpfer bei diesen Unternehmen, denen vor allem die Zivilbevölkerung zum Opfer fiel, einmal mehr gerecht. Bei den Angehörigen der Brigade waren Plünderungen, Vergewaltigungen, die Erpressung von Aussagen durch Folter sowie die unterschiedslose Ermordung aller, die der Zusammenarbeit mit den Partisanen verdächtigt wurden, an der Tagesordnung. Da Kaminski seinen Männern bei ihren „Einsätzen“ freie Hand ließ, war er bei ihnen äußerst beliebt und konnte auf ihre Loyalität zählen.
Im Gegensatz zur militärischen „Praxis“ liegen aber über die soziale Zusammensetzung der „Russischen Volksbefreiungsarmee“ und die Motivation ihr beizutreten, keine verlässlichen Daten vor. Für die in der Literatur und diversen Internetquellen oft wiederholten Behauptungen, dass sie sich überwiegend aus russischen und ukrainischen „Nationalisten“, einer Anzahl von Kalmücken und sogar Juden rekrutiert habe, lassen sich keine entsprechenden Quellen finden. Gesichert ist nur, dass Kaminskis Männer größtenteils Sowjetbürger waren.

#### „Partisanenbekämpfung“ in Weißrussland

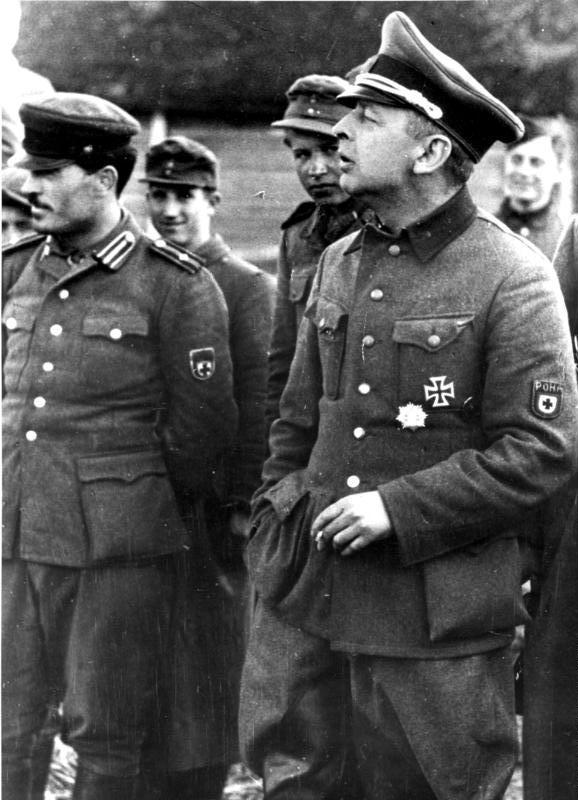
Weißrussland, März 1944: Kaminski unter seinen Männern

Als die Wehrmacht das Gebiet von Lokot im Herbst 1943 räumen musste, wurden Kaminskis Brigade und die ihr angehörenden Zivilisten – insgesamt zwischen 30.000 und 50.000 Menschen – nach Lepel in Weißrussland evakuiert, wo sie bis zum Juni 1944 laut internen Berichten der SS und Wehrmacht „sehr erfolgreich“ gegen Partisanengruppen im „Generalbezirk Weißruthenien“ vorgingen. Lepel und Umgebung waren dabei wie bereits die Gegend um Lokot Kaminski als „Herrschaftsgebiet“ überlassen worden. Seine Einheit ging auch hier mit gnadenloser Brutalität gegen Partisanen und ihre vermeintlichen Unterstützer vor und erledigte vielfach die „Drecksarbeit“ der deutschen Polizeieinheiten. Je deutlicher sich die deutsche Niederlage abzeichnete, umso mehr verrohte Kaminskis Einheit, da ihre Mitglieder als Landesverräter in der Sowjetunion keine Gnade zu erwarten hatten. Statt des ursprünglichen Widerstandes gegen das sowjetische Regime stand die Selbstbereicherung auf Kosten der weißrussischen Bevölkerung nun immer stärker im Vordergrund.
Nach den empfindlichen Verlusten von Kaminskis Brigade im Januar 1944 bei Kämpfen gegen brigadestarke Partisaneneinheiten entschied sich das Oberkommando der 3. Panzerarmee (Generaloberst Georg-Hans Reinhardt), in deren Hinterland Kaminski wohl schon seit einiger Zeit zu ihrer Unzufriedenheit tätig war, zu einer Intervention, um Kaminski wieder besser unter Kontrolle zu bekommen. Auf Kaminskis Entrüstung über diese „Einmischung“ in seine Angelegenheiten reagierte Reinhardts Verbindungsoffizier nur mit Geringschätzung, was Kaminskis Eitelkeit erheblich verletzte und letztlich dazu führte, dass sein Verhältnis zur Wehrmacht immer mehr abkühlte und er sich der SS anzubiedern begann. Nachdem diese die Agenden der Partisanenbekämpfung zunehmend stärker an sich zu ziehen begonnen hatte, war man dort bereits auf Kaminski aufmerksam geworden und sah nun eine Chance, den eigenen Machtbereich auf Kosten der Wehrmacht auszuweiten.
Auf Geheiß des Reichsführers SS Heinrich Himmler wurde Kaminski am 27. Januar 1944 mit dem Eisernen Kreuz I. Klasse ausgezeichnet (unter Überspringung der II. Klasse). Im März dieses Jahres wurde seine Brigade in Volksheer-Brigade Kaminski umbenannt und im folgenden Monat der Kampfgruppe von Gottberg unterstellt, an deren Seite sie an einer Reihe von „Bandenkampfunternehmen“ beteiligt war. Dank der Protektion Kaminskis durch die SS wurde schließlich seine Kampftruppe im Juni 1944 als Waffen-Sturm-Brigade „RONA“ vollständig in die Waffen-SS eingegliedert. Wie der Name ausdrückte, galt sie aber noch nicht als vollwertige Kampfdivision der Waffen-SS. Dennoch wurde Kaminski, der nie eine militärische Ausbildung absolviert hatte, am 1. August 1944 zum Waffen-Brigadeführer der SS befördert und stand damit im Rang eines Generalmajors.

#### Warschauer Aufstand und Todesurteil
Während der sowjetischen Sommeroffensive flohen Kaminski und seine Brigade samt Angehörigen im Juli 1944 vor der Roten Armee von Lepel nach Polen. Dort fanden sie plötzlich wesentlich vermögendere Menschen vor, als sie bisher auf dem Gebiet der Sowjetunion zu Gesicht bekommen hatten. Der von Heinrich Himmler persönlich erteilte Auftrag, an der Niederschlagung des am 1. August ausgebrochenen Warschauer Aufstands teilzunehmen, bot den dazu abkommandierten 1700 Mann der Kaminski-Brigade unter Major Jurij Frolow ideale Möglichkeiten, ihrem gewohnten „Handwerk“ weiter nachzugehen. Diese Truppe „kämpfte“ vom 3. bis 27. August in den Warschauer Distrikten Ochota und Wola und danach bis 4. September in der Umgebung Warschaus. Die Kaminski-Männer brachten vor allem im Rahmen des Massakers von Wola zahlreiche Bewohner der Stadt um, vergewaltigten, folterten und plünderten in einem Ausmaß, das den Deutschen als nicht mehr tolerierbar erschien, weswegen die möglichst rasche Entfernung der Kaminski-Brigadisten verlangt wurde. Der anhaltende Protest deutscher Militärs über die Übergriffe der Kaminski-Männer, speziell in einem Fall, bei dem angeblich zwei dem BDM oder der Organisation KdF angehörende Mädchen vergewaltigt und ermordet wurden (andere Quellen sprechen auch von der Ermordung von Angehörigen der Wehrmacht), brachte Kaminski letztlich vor ein deutsches Standgericht. Am 28. August 1944 wurde er in dem zu dieser Zeit Litzmannstadt genannten Łódź zum Tode verurteilt und erschossen. Gegenüber Kaminskis Untergebenen wurde indes behauptet, ihr Kommandeur sei einem Partisanenattentat zum Opfer gefallen.

#### Mögliche Gründe für Kaminskis Hinrichtung
Die wahren Hintergründe für Kaminskis Erschießung sind nicht restlos geklärt, die Verurteilung Kaminskis ist aber sicher nicht als eine Ahndung der von seiner Einheit begangenen Kriegsverbrechen zu werten. Möglicherweise wurde Kaminski hingerichtet, weil seine Plünderungsorgien Besitztümer betrafen, die die SS für sich beanspruchte, oder weil man auf diese Weise einen lästigen Zeugen der im Raum Warschau begangenen Verbrechen beseitigen wollte. Außerdem hatte er nicht wie Oskar Dirlewanger, der Kommandeur der nach ihm benannten berühmt-berüchtigten SS-Sondereinheit, der in Warschau die Verantwortung für mindestens ebenso zahlreiche und grausame Verbrechen an der polnischen Zivilbevölkerung trug, einen mächtigen Fürsprecher, der sich stets für ihn einsetzte. Spekuliert wurde auch, dass Kaminski als potentieller Rivale des mittlerweile von deutschen Dienststellen favorisierten Generals Wlassow und seiner Russischen Befreiungsarmee angesehen wurde. Gegen diese Annahme sprechen allerdings Kaminskis schlechter Ruf und die Tatsache, dass Wlassow den Großteil der Männer Kaminskis, die er verächtlich als „Söldner“ bezeichnete, ablehnte, als man sie ihm für seine neu aufzustellende Befreiungsarmee anbot. Eine mögliche weitere Erklärung für den Tod Kaminskis wäre auch, dass er quasi „versehentlich“ als Plünderer erschossen wurde, als er mit Uhren und Juwelen aus Warschau beladen auf dem Weg nach Litzmannstadt von der Gestapo gestoppt wurde.

### Nachleben
In Kreisen der russischen extremen Rechten wurde Kaminski zu Beginn des 21. Jahrhunderts wegen seines Kampfes gegen die Bolschewiken als Vorbild gerühmt. 2005 wurden Kaminski und Woskobojnikow von der „Russischen Katakombenkirche der wahren orthodoxen Christen“ (Русская катакомбная церковь истинно православных христиан), einer von der Kirchenführung nicht anerkannten Sekte, heiliggesprochen.